# 平群安麻呂
平群 安麻呂（へぐり の やすまろ、生没年不詳）は、飛鳥時代から奈良時代にかけての貴族。姓は朝臣。官位は正五位下・尾張守。

## 経歴
文武朝末の慶雲4年（707年）中臣人足らとともに正七位下から五階昇進して従五位下に叙爵する。和銅2年（709年）上野守、和銅6年（714年）尾張守と元明朝で地方官を務め、この間の和銅4年（712年）従五位上に昇叙されている。
元正朝の和銅8年（716年）正五位下に至る。

## 官歴
注記のないものは『続日本紀』による。
- 時期不詳：正七位下
- 慶雲4年（707年） 2月25日：従五位下
- 和銅2年（709年） 11月2日：上野守
- 和銅4年（711年） 4月7日：従五位上
- 和銅6年（714年） 10月13日：尾張守
- 和銅8年（715年） 4月25日：正五位下